# Judith Michel-de Jong
A.J. (Judith) Michel-de Jong (Alphen aan den Rijn, 1974) is een Nederlandse ambtenaar, bestuurder en PvdA-politica. Sinds 14 april 2020 is zij burgemeester van Wormerland.

## Loopbaan
Michel studeerde viool op het Koninklijk Conservatorium en politicologie op de Universiteit Leiden. Van 1990 tot 2004 was zij werkzaam als violist en viooldocent. Van 2004 tot 2014 en van 2017 tot 2020 was zij werkzaam als ambtenaar, tot haar burgemeesterschap als manager en afdelingshoofd strategische beleidsafdeling van de provincie Flevoland. Van 2006 tot 2014 en van 2017 tot 2019 was zij gemeenteraadslid in Hoorn. Van mei 2014 tot oktober 2017 was ze wethouder in Hoorn.
Op 11 februari 2020 is Michel door de gemeenteraad van Wormerland voorgedragen als burgemeester van deze gemeente. Op 30 maart 2020 werd bekendgemaakt dat de minister van Binnenlandse Zaken en Koninkrijksrelaties de voordracht heeft overgenomen en werd zij per koninklijk besluit benoemd per 14 april 2020.